# Piero (re di Emazia)
Nella mitologia greca, Piero (in greco antico: Πίερος) fu l'eponimo della regione della Pieria e un re di Emazia.

## Genealogia
Secondo Marsia di Pella, Piero era figlio di Macedone, e fratello di Emato. Nella Suda è detto essere figlio di Lino e padre, da Metone, di Eagro, a sua volta padre di Orfeo. Secondo Antonino Liberale, era invece autoctono, ovvero nato dalla terra.
Piero è noto soprattutto come padre delle Pieridi, nove sorelle che sfidarono le Muse in una gara di canto. Sconfitte, furono trasformate dagli dei in gazze